# إيفان ووكر
إيفان ووكر (بالإنجليزية: Evan Walker)‏ هو سياسي أسترالي، ولد في 11 أكتوبر 1935، وتوفي في 16 فبراير 2015. حزبياً، نشط في حزب العمال الأسترالي. وقد انتخب عضو المجلس التشريعي الفيكتوري.